# Cristian Fulaș
Cristian Fulaș (n. 3 iulie 1978, Caracal, Olt, România) este un scriitor și traducător român.

## Biografie
Cristian Fulaș s-a născut în 3 iulie 1978 la Caracal. A absolvit Facultatea de Litere din Baia Mare (2002) și apoi studii aprofundate de teoria literaturii la Universitatea din București (2003). S-a înscris în anul 2010 la un master de traductologie la Universitatea Transilvania din Brașov, dar a fost nevoit să abandoneze studiile din cauza distanței.
A debutat ca scriitor în anul 2015 cu romanul Fâșii de rușine, care a fost distins cu Premiul pentru debut al revistei Observator cultural, Premiul Colocviilor „Liviu Rebreanu” și Premiul revistei Accente. În același an a publicat apoi romanul Jurnal de debutant, iar în anul următor romanul După plâns, care a fost nominalizat și el la câteva premii. Scrierile sale următoare, cu excepția romanului Povestea lui Dosoftei, publicat în anul 2018 de Editura Muzeelor Literare din Iași, în cadrul unui proiect FILIT, au apărut la Editura Polirom din Iași: volumul de proză scurtă Cei frumoși și cei buni (2017), romanele Fâșii de rușine (2018), După plâns (2019), Ioșca (2021, 2022) și Specii (2023) și biografia romanțată Celan. Am trăit, da (2022). Romanul Ioșca s-a bucurat de mare succes critic și comercial: a fost desemnat în anul 2021 romanul anului în cadrul Premiilor RSS Reloaded și cartea de proză a anului de site-urile omiedesemne.ro și agentiadecarte.ro, a obținut Premiul pentru Proză al revistei Ateneu, Premiul liceenilor pentru cea mai îndrăgită carte a anului 2021 în cadrul FILIT și Premiul pentru proză al revistei Observator cultural, a fost nominalizat la Premiul Național pentru Proză al Ziarului de Iași și a fost tradus în limba franceză la editura canadiană La Peuplade, autorul participând în anul 2022 la un turneu de prezentare a cărții în Franța și Belgia.
În afara activității de scriitor, Cristian Fulaș a devenit cunoscut ca un prolific traducător, publicând traducerile a aproximativ cincizeci de volume din limbile engleză, italiană și franceză, printre care: Visul lui Machiavelli (Christophe Bataille), Busola (Mathias Énard), Mituri clasice (Jenny March) sau Igitur. O aruncare de zaruri (Stéphane Mallarmé) și lucrând din 2019 la o nouă traducere a romanului În căutarea timpului pierdut al lui Marcel Proust. Activitatea sa prolifică de traducere a fost recunoscută prin decernarea de către Academia Franceză în anul 2023 a premiului „Prix du Rayonnement de la langue et de la littérature françaises“ pentru servicii remarcabile aduse limbii și literaturii franceze. În opinia sa, „traducătorul trebuie să fie un bun stilist, sigur că trebuie să aydă textul pe care îl lucrează” și să fie, în același timp, „un om muncitor, ordonat, responsabil, trebuie să știe foarte bine limbile cu care lucrează”.

## Volume publicate
- Fâșii de rușine, roman, Editura Gestalt Books, 2015, ISBN: 978-606-936-684-4; ediția a II-a, Editura Polirom, Iași, 2018, ISBN: 978-973-467-329-2
- Jurnal de debutant, roman, Editura Tracus Arte, 2015, ISBN: 978-606-664-551-5
- După plâns, roman, Editura Casa de Editura Max Blecher & Gestalt Books, 2016, ISBN: 978-606-940-406-5; Editura Polirom, ediția a II-a, 2019
- Cei frumoși și cei buni, roman, Editura Polirom, Iași, 2017, ISBN: 978-973-467-177-9
- Povestea lui Dosoftei, roman, Editura Muzeelor Literare, Iași, Colecția Scriitori de poveste, 2018, ISBN: 200-000-088-091-4
- Ioșca, roman, Editura Polirom, Iași, 2021, ISBN: 978-973-468-357-4; 2024, ISBN: 978-973-469-208-8
- Celan. Am trăit, da, roman, Editura Polirom, Iași, Colecția Biografii romanțate, 2022, ISBN: 978-973-468-991-0
- Specii, roman, Editura Polirom, Iași, 2023, ISBN: 978-973-469-299-6

### Traduceri (selecție)
- Igitur. O aruncare de Zaruri (Tracus Arte, 2018), de Stéphane Mallarmé
- Apă dulce (Editura Vellant, 2019), de Akwaeke Emezi
- Sfârșitul competenței (Editura Polirom, 2019), de Tom Nichols
- Regele Zibeline în jurul lumii (Editura Polirom, 2020), de Jean-Christophe Rufin
- Și copiii copiilor lor (Editura Art, 2021), de Nicolas Mathieu

## Premii literare
- 2015: Premiul Observator cultural pentru debut pentru Fâșii de rușine
- 2015: Premiul Colocviilor „Liviu Rebreanu” pentru Fâșii de rușine
- 2015: Premiul revistei Accente pentru Fâșii de rușine
- 2021: Romanul anului în cadrul Premiilor RSS Reloaded pentru Ioșca
- 2023: Prix du Rayonnement de la langue et de la littérature françaises pentru Igitur. O aruncare de zaruri